# 运行级别
运行级别（Runlevel）指的是Unix或者Linux等类Unix操作系统下不同的运行模式。运行级别通常分为7等，分别是从0到6，但如果必要的话也可以更多。
例如在大多数Linux操作系统下一共有如下7个典型的运行级别：
- 0 停机，关机
- 1 单用户，无网络连接，不运行守护进程，不允许非超级用户登录
- 2 多用户，无网络连接，不运行守护进程
- 3 多用户，正常启动系统
- 4 用户自定义
- 5 多用户，带图形界面
- 6 重启

在Debian Linux中，2－5这四个运行级别都集中在级别2上。这个级别也是系统预设的正常运行级别。
运行级别定义了机器启动后的状态。
在全新的Linux systemd中已经使用target代替Runlevel，如multi-user.target相当于init 3，graphical.target相当于init 5，但是SystemD仍然兼容运行级别（Runlevel）。目前绝大多数发行版已采用systemd代替UNIX System V。

## 对应的文件路径
在Debian Linux中，下列路径对应不同的运行级别。当系统启动时，通过其中的脚本文件来启动相应的服务。
- /etc/rc0.d Run level 0
- /etc/rc1.d Run level 1
- /etc/rc2.d Run level 2
- /etc/rc3.d Run level 3
- /etc/rc4.d Run level 4
- /etc/rc5.d Run level 5
- /etc/rc6.d Run level 6

## 如何添加服务到不同的运行级别或者取消服务的自动启动
使用 chkconfig 命令来配置服务。
```
 1)chkconfig --add camsd 将服务添加到服务列表中，可以使用service camsd start 来启动服务
 2)chkconfig --del camsd 将服务删除出服务列表
```

设置服务自动运行；
```
 1) chkconfig --level 35 camsd on 使camsd服务在运行级别3和运行级别5自动运行。
 2) chkconfig --level 35 camsd off 使camsd服务在运行级别3和运行级别5不再自动运行。
```

查看服务的自启动状态；
```
 chkconfig --list camsd
```

## 资料出处
- Debian and Ubuntu Linux Run Levels （页面存档备份，存于）